# Lejla Agolli
Lejla Agolli (ur. 4 października 1950 w Korczy) – albańska kompozytorka i pianistka.

## Życiorys
W latach 1956–1960 uczyła się w szkole muzycznej J. Kukuzeli w Durrës w klasie fortepianu. W 1960 jako „cudowne dziecko” rozpoczęła studia w Instytucie Sztuk w Tiranie, w klasie kompozycji, pod kierunkiem Tisha Daiji. Od 1974 pracowała w liceum artystycznym Jordan Misja w Tiranie, gdzie uczyła analizy dzieł muzycznych. W szkole realizowała także eksperymentalny program kształcenia dzieci w zakresie kompozycji utworów muzycznych. W latach 1976–1983 skomponowała muzykę do czterech filmów animowanych.
W latach 2003–2010 pełniła funkcję dyrektora artystycznego Narodowego Zespołu Pieśni i Tańca. W początkach lat 90. należała do grona założycielek Towarzystwa Kobiet w Muzyce (alb. Shoqata e Grave në Muzikë), którego została pierwszą przewodniczącą.
W bogatym dorobku kompozytorskim Lejli Agolli znajdują się koncerty fortepianowe, balety dla dzieci, fantazje i sonaty.
W październiku 2011 została odznaczona przez prezydenta Bamira Topiego Orderem Naima Frashëriego. W 2022 została uhonorowana tytułem Wielkiego Mistrza.

## Dzieła
- 1973: Mengjes ne pyll (Poranek w lesie, balet dla dzieci)
- 1973: Koncert nr. 1 na fortepian
- 1974: Sonata na skrzypce i fortepian
- 1975: Sonata na fortepian
- 1979: Koncert nr 1 na skrzypce i orkiestrę
- 1982: Fantazja na skrzypce i orkiestrę
- 1983: Koncert nr 2 na skrzypce i orkiestrę
- 1984: Koncert nr 2 na fortepian i orkiestrę
- 1986: A lozim symbullazi? (balet dla dzieci)
- 1993: Utwór na fagot i fortepian

## Muzyka filmowa
- 1976: Majlinda dhe zogu i vogel (Majlinda i mały ptaszek)
- 1976: Lisharsi
- 1977: Oreksi i humbur (Brak apetytu)
- 1983: Djali dhe peneli